# Will Grigg
William Donald „Will“ Grigg (* 3. července 1991 v Solihullu, Anglie) je severoirský fotbalový reprezentant hrajícÍ za Sunderland AFC. Do všeobecného povědomí fanoušků se Grigg dostal během Eura 2016 ve Francii díky popěvku severoirských fanoušků "Will Grigg's on fire".

## "Will Grigg's on fire"
Poté, co se Grigg ve Wiganu stal nejlepším střelcem v anglické třetí lize, napsal fanoušek Wiganu Sean Kennedy cover verzi písně "Freed From Desire" italské zpěvačky Gala z roku 1996 pojmenovanou „Will Grigg's on fire“ (doslova Will Grigg je ve formě). Tento chytlavý popěvek se začal šířit mezi fanoušky Wiganu a na internetu se objevila videa, kde fanoušci Wiganu tento popěvek zpívají (nejznámější je toto video). V reakci nato daroval majitel klubu Kennedymu sezonní permanentku. Britská hudební skupina Blonde na konci května vydala oficiální remixovanou verzi, která si hned záhy vydobyla sedmé místo v žebříčku nejstahovanějších skladeb na iTunes UK Top 100. Veškerý výtěžek z prodeje jde navíc na charitativní účely.
Píseň a tedy i hráč samotný se stali známými i mimo ostrovy během fotbalového Eura, kde tento popěvek zpívali severoirští fanoušci. Popěvek zazněl i při zápase v Praze mezi Českou republikou a Severním Irskem v rámci kvalifikace na MS 2018.